# SMS Rheinland (1908)
«Рейнланд» (нем. SMS Rheinland) — линейный корабль типа «Нассау», входивший в состав Германского флота в 1910 — 1918 годах и принимавший участие в боевых действиях на море в период Первой мировой войны.

## Проект и особенности конструкции
Линейные корабли типа «Нассау» — первые германские линкоры-дредноуты, создававшиеся в качестве ответа на появление в составе британского флота родоначальника этого класса и последовавших за ним собратьев.
Несмотря на использование в качестве главной энергетической установки устаревших паровых машин, а также неудачного ромбического расположения артиллерии главного калибра, корабли отличались великолепной для своего времени подводной защитой и бронированием и применением ряда новейших технологий. В частности, впервые в мировой практике, использовались металлические гильзы для зарядов главного калибра.

## Строительство
Наряду с линейным кораблём «Позен» («Ersatz Baden»), будущий «Рейнланд» («Ersatz Sachsen») заказан по бюджету 1907 года. Заказ на постройку был выдан 16 ноября 1906 года верфи AG Vulcan в Штеттине, закладка киля состоялась 1 июня 1907 года. 26 сентября 1908 года корабль был спущен на воду и 30 апреля 1910 года поднял военно-морской флаг. Строительство корабля обошлось в 36 916 тысяч золотых марок.

## Служба корабля
29. 03. 1918 г. во время операции у Аландских островов наскочил на камни, был отбуксирован, но из-за сильных повреждений не восстанавливался и был списан.